# Brian Wallwork
Brian A. Wallwork (* 19. Januar 1951) ist ein englischer Badmintonspieler. 

## Karriere
Brian Wallwork gewann 1979 die Irish Open im Herreneinzel. In der Saison 1980/1981 startete er mit dem VfL Wolfsburg in der Badminton-Bundesliga und wurde dort Vierter mit diesem Verein. In seiner späteren Karriere gewann er Welt- und Europameistertitel bei den Senioren.

## Sportliche Erfolge
| Saison  | Veranstaltung                    | Disziplin     | Platz | Name                            |
| ------- | -------------------------------- | ------------- | ----- | ------------------------------- |
| 1979    | Irish Open                       | Herreneinzel  | 1     | Brian Wallwork                  |
| 1980/81 | Bundesliga                       | VfL Wolfsburg | 4     | Brian Wallwork                  |
| 1997    | Senioren-Europameisterschaft 45+ | Herreneinzel  | 1     | Brian Wallwork                  |
| 2007    | Senioren-Weltmeisterschaft 55+   | Mixed         | 1     | Brian Wallwork / Betty Bartlett |
| 2008    | Senioren-Europameisterschaft 55+ | Herreneinzel  | 1     | Brian Wallwork                  |

## Referenzen
- Brian Wallwork beim Badminton-Weltverband

| Personendaten    | Personendaten               |
| ---------------- | --------------------------- |
| NAME             | Wallwork, Brian             |
| ALTERNATIVNAMEN  | Wallwork, Brian A.          |
| KURZBESCHREIBUNG | englischer Badmintonspieler |
| GEBURTSDATUM     | 19. Januar 1951             |